# Santiago Celsi
Santiago Celsi war ein uruguayischer Fußballspieler.

## Verein
Celsi erzielte bereits am 21. September 1926 bei der Einweihung des später als Estadio Luis Franzini bezeichneten neuen Spielfeldes seines Vereins Defensor beim 4:1-Sieg im Eröffnungsspiel gegen die Mannschaft des Club Atlético Cerro das erste Tor an jener Wirkungsstätte. Er spielte mindestens 1927 für Defensor in der Primera División. Sein Verein belegte in jener Saison den sechsten Tabellenplatz. Auch 1932 und im Januar 1934 im Rahmen der Copa Beccar Varela wird er in Reihen des montevideanischen Clubs geführt.

## Nationalmannschaft
Celsi war auch Mitglied der uruguayischen A-Nationalmannschaft. Er nahm mit der Nationalelf an den Südamerikameisterschaften 1927 teil, bei denen Uruguay den zweiten Platz belegte. Celsi kam im Verlaufe des Turniers allerdings nicht zum Einsatz.

## Erfolge
- Vize-Südamerikameister (1927)